# Polsko-Tajwański Zespół Parlamentarny
Polsko-Tajwański Zespół Parlamentarny – jedna z kilkudziesięciu grup bilateralnych działających w Sejmie RP.

## Zespół w V, VI i IX kadencji Sejmu
W czasie trwania V kadencji Sejmu Zespół ukonstytuował się w dniu 23 lutego 2006, natomiast w czasie VI kadencji – 23 stycznia 2008. W V kadencji przewodniczącym był wybrany z list Prawa i Sprawiedliwości poseł Marian Piłka, a w VI kadencji przewodniczył mu jeden z ówczesnych wicemarszałków Sejmu – Stefan Niesiołowski (Platforma Obywatelska). Powstaniu Zespołu usiłował przeciwstawić się ambasador ChRL, jednak przewodniczący Stefan Niesiołowski nie uwzględnił jego argumentów.
W czasie trwania IX kadencji Sejmu zespół ukonstytuował się 13 lutego 2020 roku, a przewodniczącym został Waldemar Andrzel, członek Prawa i Sprawiedliwości. Był to jeden z najliczniejszych zespołów w polskim parlamencie.

## Skład Zespołu

### V kadencja Sejmu
1. pos. Marian Piłka (PR) - przewodniczący
2. pos. Stanisława Okularczyk (PO) - wiceprzewodnicząca
3. pos. Joanna Senyszyn (SLD) - wiceprzewodnicząca
4. pos. Rafał Wiechecki (LRP) - wiceprzewodniczący
5. pos. Wiesław Woda (PSL) - wiceprzewodniczący
6. sen. Piotr Andrzejewski (PiS)
7. pos. Małgorzata Bartyzel (PR)
8. sen. Dariusz Jacek Bachalski (PO)
9. pos. Renata Beger (Samoobrona)
10. pos. Bronisław Dutka (PSL)
11. pos. Jerzy Feliks Fedorowicz (PO)
12. pos. Witold Gintowt-Dziewałtowski (SLD)
13. pos. Andrzej Grzyb (PSL)
14. sen. Ryszard Górecki (PO)
15. pos. Grzegorz Janik (PiS)
16. pos. Piotr Krzywicki (PiS)
17. pos. Tomasz Kulesza (PO)
18. pos. Jan Filip Libicki (PiS)
19. pos. Andrzej Liss (PiS)
20. pos. Gabriela Masłowska (RLN)
21. pos. Marek Matuszewski (PiS)
22. sen. Tomasz Misiak (PO)
23. sen. Stefan Niesiołowski (PO)
24. pos. Maria Nowak (PiS)
25. pos. Halina Olendzka (PiS)
26. pos. Dariusz Olszewski (PiS)
27. pos. Elżbieta Radziszewska (PO)
28. pos. Elżbieta Ratajczak (LPR)
29. sen. Zbigniew Rau (PiS)
30. sen. Marek Rocki (PO)
31. sen. Zbigniew Romaszewski (PiS)
32. pos. Jacek Tomczak (PiS)
33. sen. Mariusz Witczak (PO)
34. sen. Jacek Władysław Włosowicz (PiS)

### VI kadencja Sejmu
1. pos. Stefan Niesiołowski (PO) -  przewodniczący
2. pos. Jan Filip Libicki (PiS) - wiceprzewodniczący
3. pos. Joanna Senyszyn (Lewica) - wiceprzewodnicząca
4. pos. Wiesław Woda (PSL) - wiceprzewodniczący
5. pos. Hanna Zdanowska (PO) - wiceprzewodnicząca
6. pos. Waldemar Andzel (PiS)
7. pos. Bożenna Bukiewicz (PO)
8. pos. Andrzej Czuma (PO)
9. pos. Leszek Deptuła (PSL)
10. pos. Jerzy Feliks Fedorowicz (PO)
11. pos. Witold Gintowt-Dziewałtowski (Lewica)
12. sen. Ryszard Górecki (PO)
13. pos. Andrzej Grzyb (PSL)
14. pos. Grzegorz Janik (PiS)
15. pos. Piotr Krzywicki (niezrzeszony)
16. pos. Tomasz Kulesza (PO)
17. pos. Dariusz Lipiński (PO)
18. sen. Roman Edward Ludwiczuk (PO)
19. pos. Beata Małecka-Libera (PO)
20. pos. Jerzy Materna (PiS)
21. pos. Marek Matuszewski (PiS)
22. sen. Tomasz Wojciech Misiak (PO)
23. sen. Rafał Klemens Muchacki (PO)
24. pos. Arkadiusz Mularczyk (PiS)
25. pos. Maria Nowak (PiS)
26. pos. Maciej Orzechowski (PO)
27. pos. Witold Pahl (PO)
28. pos. Andrzej Pałys (PSL)
29. pos. Paweł Poncyljusz (PiS)
30. pos. Józef Racki (PSL)
31. pos. Elżbieta Radziszewska (PO)
32. pos. Nelli Rokita-Arnold (PiS)
33. pos. Joanna Skrzydlewska (PO)
34. pos. Jarosław Stawiarski (PiS)
35. pos. Jacek Tomczak (PiS)
36. sen. Piotr Wach (PO)
37. sen. Mariusz Witczak (PO)
38. pos. Bogusław Wontor (Lewica)
39. pos. Jacek Żalek (PO)

### IX kadencja Sejmu
1. pos. Waldemar Andrzel (PiS) - przewodniczący
2. pos. Cezary Grabarczyk (KO) - wiceprzewodniczący
3. pos. Mieczysław Kasprzak (KP) - wiceprzewodniczący
4. pos. Arkadiusz Mularczyk (PiS) - wiceprzewodniczący
5. pos. Jerzy Polaczek (PiS) - wiceprzewodniczący
6. pos. Violetta Porowska (PiS) - wiceprzewodnicząca
7. pos. Joanna Senyszyn (LD) - wiceprzewodnicząca
8. pos. Zbigniew Babalski (PiS)
9. pos. Piotr Babinetz (PiS)
10. pos. Ryszard Bartosik (PiS)
11. pos. Mateusz Bochenek (KO)
12. pos. Joanna Borowiak (PiS)
13. sen. Marek Borowski (KO)
14. pos. Bożena Borys-Szopa (PiS)
15. pos. Michał Cieślak (PiS)
16. pos. Tadeusz Cymański (PiS)
17. pos. Przemysław Czarnecki (PiS)
18. pos. Witold Czarnecki (PiS)
19. pos. Przemysław Czarnek (PiS)
20. pos. Katarzyna Czochara (PiS)
21. pos. Zbigniew Dolata (PiS)
22. pos. Bartłomiej Dorywalski (PiS)
23. pos. Waldy Dzikowski (KO)
24. pos. Konrad Frysztak (KO)
25. pos. Krzysztof Gadowski (KO)
26. pos. Aleksandra Gajewska (KO)
27. pos. Andrzej Gawron (PiS)
28. sen. Beniamin Godyla (KO)
29. pos. Jarosław Gonciarz (PiS)
30. pos. Robert Gontarz (PiS)
31. pos. Michał Gramatyka (Polska 2050)
32. pos. Andrzej Grzyb (KP)
33. pos. Kazimierz Gwiazdowski (PiS)
34. pos. Marcin Gwóźdź (PiS)
35. pos. Czesław Hoc (PiS)
36. pos. Michał Jach (PiS)
37. pos. Maria Małgorzata Janyska (KO)
38. pos. Joanna Jaśkowiak (KO)
39. sen. Władysław Komarnicki (KO)
40. sen. Marek Komorowski (PiS)
41. pos. Jarosław Krajewski (PiS)
42. pos. Leonard Krasulski (PiS)
43. pos. Piotr Król (PiS)
44. pos. Anna Krupka (PiS)
45. pos. Andrzej Kryj (PiS)
46. pos. Paweł Lisiecki (PiS)
47. pos. Grzegorz Lorek (PiS)
48. pos. Katarzyna Lubnauer (KO)
49. sen. Ryszard Majer (PiS)
50. pos. Marlena Maląg (PiS)
51. pos. Ewa Malik (PiS)
52. sen. Beata Małecka-Libera (KO)
53. pos. Jerzy Małecki (PiS)
54. sen. Ewa Matecka (KO)
55. pos. Jerzy Materna (PiS)
56. pos. Anna Milczanowska (PiS)
57. pos. Aleksander Miszalski (KO)
58. pos. Jan Mosiński (PiS)
59. pos. Tomasz Piotr Nowak (KO)
60. pos. Waldemar Olejniczak (PiS)
61. sen. Bogusława Orzechowska (PiS)
62. sen. Marek Pęk (PiS)
63. pos. Grzegorz Piechowiak (PiS)
64. pos. Anna Pieczarka (PiS)
65. pos. Kacper Płażyński (PiS)
66. pos. Paweł Poncyljusz (KO)
67. pos. Jacek Protasiewicz (KP)
68. sen. Jadwiga Rotnicka (KO)
69. pos. Urszula Rusecka (PiS)
70. pos. Edward Siarka (PiS)
71. pos. Anna Maria Siarkowska (Konfederacja)
72. pos. Krystyna Sibińska (KO)
73. pos. Waldemar Sługocki (KO)
74. pos. Agnieszka Soin (PiS)
75. pos. Dobromir Sośnierz (Konfederacja)
76. pos. Artur Szałabawka (PiS)
77. pos. Józefa Szczurek-Żelazko (PiS)
78. pos. Janusz Śniadek (PiS)
79. pos. Jacek Tomczak (KP)
80. pos. Krzysztof Truskolaski (KO)
81. pos. Jarosław Urbaniak (KO)
82. pos. Piotr Uściński (PiS)
83. pos. Teresa Wargocka (PiS)
84. pos. Robert Warwas (PiS)
85. pos. Jan Warzecha (PiS)
86. pos. Grzegorz Wojciechowski (PiS)
87. pos. Agata Katarzyna Wojtyszek (PiS)
88. sen. Bogdan Zdrojewski (KO)
89. pos. Witold Zembaczyński (KO)
90. pos. Piotr Benedykt Zientarski (KO)
91. pos. Wojciech Zubowski (PiS)
92. pos. Bożena Żelazowska (KP)